# Station Burscough Junction
Burscough Junction is een spoorwegstation van National Rail in Burscough, West Lancashire in Engeland. Het station is eigendom van Network Rail en wordt beheerd door Northern Rail. 